# 파르티잔
파르티잔(러시아어: партизан, 영어: partisan)은 무장한 전사로서 정규부대의 정식부대원이 아닌 비정규군 요원을 가리킨다. 파르티잔(partisan)은 프랑스어의 파르티(parti)에서 비롯된 말이며 당원,동지,당파 등을 뜻하는 말이나, 현재는 유격대원, 편의대원을 가리킨다. 한국에서는 파르티잔을 음차한 빨치산이라는 단어로도 부른다. 한국에서는 주로 6·25전쟁 전에 각지에 준동하였던 공산 게릴라를 가리키는 경우가 많다. 제복이나 계급장 등도 없기 때문에 인식 내지 판별이 어렵다. 또한 내전이나 기타 국가 내부의 분쟁에서도 볼 수 있다. 

## 같이 보기
- 유격전

단체
- 조선인민유격대
- 유고슬라비아 파르티잔
- 빨치산파

유사 단어
- 시민군
- 의병
- 레지스탕스